# Tristan Gommendy
Tristan Gommendy, född 4 januari 1980 i Le Chesnay, Frankrike, är en fransk racerförare.

## Racingkarriär
Gommendy blev elva i Franska F3-mästerskapet 2000, vilket han följde upp med en sjätteplats 2001 och sedan titeln 2002, samt Macaos Grand Prix. Efter det körde Gommendy i Formula Renault V6 Eurocup, där han 2003 slutade på en fjärdeplats. 2004 avancerade Gommendy till World Series by Nissan, där han blev femma totalt, innan han blev fyra i serien Formula Renault 3.5 Series 2005. Efter ett mellanår utan fulltidssatsning 2006, körde Gommendy Champ Car 2007, där han slutade på tolfte plats totalt, efter att ha överraskande tagit pole position på Mont-Tremblant. 2008 körde Gommendy bland annat Superleague Formula för FC Porto, där han vann ett race.